# L'uomo, lo Stato, la guerra
L'uomo, lo Stato, la guerra (Man, the State, and War) è un saggio scritto nel 1959 da Kenneth Waltz, teorico statunitense delle relazioni internazionali.

## Contenuto
Il libro spiega le cause della guerra tra gli Stati. Nella prefazione, Waltz scrive che è importante conoscere le cause della guerra per potere meglio realizzare la pace (p. 2). Waltz usa tre immagini, o livelli d'analisi, per esaminare le cause della guerra: le cause della guerra sono "all'interno dell'uomo, all'interno della struttura degli Stati separati e all'interno del sistema degli Stati" (p. 12).
Al primo livello (l'uomo) le cause della guerra si trovano "nel carattere e nelle maniere degli uomini" (p. 16). Waltz sottolinea l'egoismo, l'aggressività e la stupidità come caratteristiche che contribuiscono alla guerra (p. 16). Nel capitolo si descrive l'idea comune che la guerra può essere evitata con istruzione (p. 17). È importante chiarire un punto di confusione comune su questo livello. Molte persone pensano che il livello dell'uomo mette la colpa della guerra ai capi di Stato, ma infatti questa causa ha le radici nella natura umana in generale.
Il secondo livello (lo Stato) introduce l'analisi politica. Waltz scrive che "secondo la seconda immagine, l'organizzazione interna degli stati è la chiave per capire la guerra e la pace" (p. 81). Lui descrive l'idea che gli stati richiedono un nemico esterno per unificare le loro popolazioni (pp. 81-82). In discussione è l'idea che gli Stati percepiscano i propri interessi in modo diverso da come vengono percepiti dagli altri Stati. A causa di questo distacco nascono le guerre (p. 83). Le scuola liberale delle relazioni internazionali deve affrontare l'irrazionalità degli Stati che combattono, perché la guerra è dannosa alla prosperità economica. La spiegazione di quest'irrazionalità è che gli Stati usano la guerra per consolidare il loro potere interno (pp. 99-100).
Il terzo livello d'analisi (il sistema internazionale) introduce il concetto di "anarchia internazionale", ovvero l'assenza di un Governo del sistema degli Stati (da non confondere con l'anarchia tout court). A questo livello ogni Stato è sovrano e gli Stati esistono senza un potere sopra di loro. Perciò, ogni stato agirà nelle interessi della propria sicurezza. Quando queste interessi vengono in conflitto con quelli di altri stati, le guerre succedono (p. 159). Tutti gli Stati possono usare la forza, e perciò tutti devono essere sempre preparati per difendersi. È necessario perché uno Stato userà la forza per realizzare i suoi obiettivi (p. 160). Secondo il terzo livello d'analisi, “Gli stati nel mondo sono come l'individui allo stato naturale,” (p. 163). In questo capitolo, Waltz cita l'opinione di Jean-Jacques Rousseau che l'unico modo per avere pace tra gli Stati è di costituire un Governo che li obblighi con la stessa forza di legge che esiste all'interno degli Stati (p. 185). Questa visione si affianca a quella di Immanuel Kant che gli Stati possono stabilire la pace con una federazione volontaria (p. 185).
Nella conclusione Waltz afferma che tutti i tre livelli sono importanti per spiegare le cause della guerra: il primo e il secondo rappresentano le "cause efficienti", poiché le azioni degli Stati e dei Capi di Stato sono il motore che causa i conflitti; il terzo livello rappresenta la "causa permissiva" della guerra, poiché la natura anarchica del sistema internazionale permette alle guerre di accadere (p. 232).